# Cantón de Thiéblemont-Farémont
El cantón de Thiéblemont-Farémont era una división administrativa francesa, que estaba situada en el departamento de Marne y la región de Champaña-Ardenas.

## Composición
El cantón estaba formado por treinta y tres comunas:
- Bignicourt-sur-Saulx
- Blesme
- Brusson
- Cheminon
- Cloyes-sur-Marne
- Dompremy
- Écriennes
- Étrepy
- Favresse
- Haussignémont
- Heiltz-le-Hutier
- Isle-sur-Marne
- Larzicourt
- Le Buisson
- Matignicourt-Goncourt
- Maurupt-le-Montois
- Moncetz-l'Abbaye
- Norrois
- Orconte
- Pargny-sur-Saulx
- Plichancourt
- Ponthion
- Reims-la-Brûlée
- Saint-Eulien
- Saint-Lumier-la-Populeuse
- Saint-Vrain
- Sapignicourt
- Scrupt
- Sermaize-les-Bains
- Thiéblemont-Farémont
- Trois-Fontaines-l'Abbaye
- Vauclerc
- Vouillers

## Supresión del cantón de Thiéblemont-Farémont
En aplicación del Decreto nº 2014-208 de 21 de febrero de 2014, el cantón de Thiéblemont-Farémont fue suprimido el 22 de marzo de 2015 y sus 33 comunas pasaron a formar parte del nuevo cantón de Sermaize-les-Bains.